# Vincent Schiavelli
Vincent Andrew Schiavelli (11. november 1948 – 26. december 2005) var en amerikansk skuespiller. Schiavelli spillede med i de fleste af den Oscarbelønnede instruktør Milos Formans amerikanske film, heriblandt de prisbelønnede film Gøgereden (1975) og Amadeus (1984). Han døde i en alder af 57 år af lungekræft.

## Filmografi i udvalg
- Den store Gatsby (1974)
- Gøgereden (1975)
- Amadeus (1984)
- Valmont (1989)
- Ghost (1990)
- Batman Returns (1992)
- Folket mod Larry Flynt (1996)
- Tomorrow Never Dies (1997)
- Man on the Moon (1999)